# Testimony of the Ancients
Testimony of the Ancients es el tercer álbum de la banda de death metal, Pestilence. El álbum estaba en grabación cuando el vocalista y bajista Martin Van Drunen deja la banda.
Así que enlistaron al bajista Tony Choy y Patrick Mameli se encargó de las voces. Testimony of the Ancients es considerado como uno de los mejores álbumes de Pestilence.
Tony Choy nunca fue un miembro permanente por lo que dejó la banda para tocar con Atheist. Después de cada canción en el álbum, hay una pista de outro. Los ocho outros van desde veinticinco segundos a un minuto y once segundos de longitud. El álbum fue reeditado en 2003 junto con "Consuming Impulse" de Roadrunner Records de "Two from the Vault series" (Consuming Impulse/Testimony of the Ancients). La canción "Testimony" ya había sido escrita antes de lanzar Consuming Impulse, aparece por primera vez en el disco bonus The Consuming Rehearsals bajo el nombre "Testimony of the Ancients".

## Lista de canciones
1. The Secrecies Of Horror
2. Bitterness
3. Twisted Truth
4. Darkening
5. Lost Souls
6. Blood
7. Land Of Tears
8. Free Us From Temptation
9. Prophetic Revelations
10. Impure
11. Testimony
12. Soulless
13. Presence Of The Dead
14. Mindwarp
15. Stigmatized
16. In Sorrow

## Miembros
- Patrick Mameli: guitarra, voces
- Patrick Uterwijk: guitarra
- Tony Choy: bajo
- Marco Foddis: batería
- Kent Smith: teclados